# Loïc Akono
Loïc Akono (Marcq-en-Barœul, 1º giugno 1987) è un ex cestista della Repubblica del Congo con cittadinanza francese.

## Palmarès
- Coppa di Francia: 1

Gravelines: 2005
- Match des Champions: 1

Gravelines: 2005